# Autobahnmautgesetz für schwere Nutzfahrzeuge
Das Autobahnmautgesetz für schwere Nutzfahrzeuge (ABMG) war die gesetzliche Grundlage für die Erhebung der Lkw-Maut in Deutschland. Das ABMG wurde durch § 6 des „Gesetzes zur Neuregelung mautrechtlicher Vorschriften für Bundesfernstraßen“ (AutoBahnMautNeuregelungsGesetz – ABMNG) aufgehoben; seit dem 19. Juli 2011 gelten hierfür die Regelungen des als § 1 ABMNG am 12. Juli 2011 beschlossenen Bundesfernstraßenmautgesetzes (BFStrMG) (BGBl. I S. 1378).

## Erhebungsgrundlage
Mautpflichtig im Sinne des ABMG sind alle Fahrten von Lastkraftwagen mit einem zulässigen Gesamtgewicht von mindestens zwölf Tonnen auf deutschen Autobahnen. Ausgenommen sind Omnibusse, die Bundeswehr, die Polizei, der Zivil- und Katastrophenschutz, die Feuerwehr, der Straßenbetriebsdienst, der Winterdienst, die Schausteller und Zirkusbetreiber sowie humanitäre Hilfslieferungen.
Ausgenommen sind ferner Fahrten auf der A6 zwischen der französischen Grenze und der Anschlussstelle Saarbrücken-Fechingen, Fahrten auf der A5 zwischen der schweizerischen Grenze und der Anschlussstelle Müllheim/Neuenburg sowie Fahrten auf Autobahnabschnitten, die nicht mindestens vierspurig ausgebaut sind. Andererseits ermächtigt das ABMG das Verkehrsministerium, die Mautpflicht auf bestimmte Abschnitte von Bundesstraßen auszudehnen.
Die Höhe der Maut bemisst sich
- nach der Anzahl der auf Autobahnen gefahrenen Kilometer;
- nach der Anzahl der Achsen des Fahrzeuges
- und nach der Emissionsklasse des Fahrzeuges.

Das ABMG ermächtigt die Bundesregierung, die Mautsätze auf dem Verordnungswege festzulegen.

## Entrichtung der Maut
Für die Entrichtung der Maut haften der Fahrzeugführer, der Eigentümer, der Halter und der Fuhrunternehmer gesamtschuldnerisch. Die Maut ist vor der Benutzung der entsprechenden Strecke zu entrichten. Der Mautschuldner ist verpflichtet, die für die Erhebung der Maut vorgesehenen technischen Einrichtungen ordnungsgemäß zu nutzen. Der Mautschuldner ist verpflichtet, dem Bundesamt für Güterverkehr auf Verlangen nachzuweisen, dass die Maut entrichtet wurde. Die Maut wird erstattet, wenn die Fahrt, für die sie vorgesehen war, nicht durchgeführt wurde.

## Bestimmungen zum Datenschutz
Der Betreiber des Mautsystems, das Bundesamt für Güterverkehr und die Zollbehörden dürfen die erhobenen und einander übermittelten Daten nur für die Zwecke des ABMG nutzen. Das ABMG regelt ferner, dass diese Daten nicht an Dritte übermittelt werden und nicht beschlagnahmt werden dürfen. Die Information über die Strecke, für die die Maut entrichtet wurde, muss unverzüglich nach Ablauf der Erstattungsfrist gelöscht werden.

## Verwendung der eingenommenen Mittel
Die eingenommenen Mittel verwendet der Bund laut ABMG wie folgt:
- Deckung der Ausgaben für den Betrieb und die Überwachung des Mautsystems;
- Zahlung von Ausgleichsbeträgen an die Bundesländer für angenommene Kraftfahrzeugsteuerausfälle;
- Unterstützung von Programmen des Bundes zur Förderung von Unternehmen des Straßengüterverkehrsgewerbes (bis zu 100 Millionen Euro);
- Verbesserung der Verkehrsinfrastruktur (überwiegend Bundesfernstraßenbau).